# Federico Crocker
Federico Crocker (ur. ? – zm. ?) – urugwajski piłkarz pochodzenia irlandzkiego. Podczas kariery występował na pozycji obrońcy.

## Kariera klubowa
Federico Crocker podczas piłkarskiej kariery występował w klubie Dublin Montevideo.

## Kariera reprezentacyjna
W reprezentacji Urugwaju Crocker występował w latach 1908–1910. W reprezentacji zadebiutował 4 października 1908 w wygranym 1-0 meczu z Argentyną, którego stawką było Gran Premio de Honor Argentino.
W 1910 został powołany na pierwszą, jeszcze nieoficjalną edycję Mistrzostw Ameryki Południowej, który wówczas nazywał się Copa Centenario Revolución de Mayo 1910. Na turnieju w Buenos Aires Crocker wystąpił w meczu z Chile, który był jego drugim i ostatnim meczem w reprezentacji Urugwaju.
| Mecze i gole w reprezentacji | Mecze i gole w reprezentacji | Mecze i gole w reprezentacji | Mecze i gole w reprezentacji | Mecze i gole w reprezentacji | Mecze i gole w reprezentacji | Mecze i gole w reprezentacji |
| #                            | Data                         | Miasto                       | Przeciwnik                   | Gol                          | Wynik                        | Rozgrywki                    |
| ---------------------------- | ---------------------------- | ---------------------------- | ---------------------------- | ---------------------------- | ---------------------------- | ---------------------------- |
| 1.                           | 04.10.1908                   | Buenos Aires                 | Argentyna                    |                              | 0:1                          | Gran Premio                  |
| 2.                           | 29.05.1910                   | Buenos Aires                 | Chile                        |                              | 3:0                          | Copa Centenario              |